# Eric Bergoust
Eric Bergoust (Missoula, 27 de agosto de 1969) es un deportista estadounidense que compitió en esquí acrobático, especialista en la prueba de salto aéreo.
Participó en cuatro Juegos Olímpicos de Invierno, entre los años 1994 y 2006, obteniendo una medalla de oro en Nagano 1998, en la prueba de salto aéreo.
Ganó dos medallas en el Campeonato Mundial de Esquí Acrobático, oro en 1999 y plata en 1997.

## Medallero internacional
| Juegos Olímpicos   | Juegos Olímpicos  | Juegos Olímpicos | Juegos Olímpicos |
| Año                | Lugar             | Medalla          | Competición      |
| ------------------ | ----------------- | ---------------- | ---------------- |
| 1998               | Nagano (Japón)    | Medalla de oro   | Salto aéreo      |
| Campeonato Mundial |                   |                  |                  |
| Año                | Lugar             | Medalla          | Competición      |
| 1997               | Nagano (Japón)    | Medalla de plata | Salto aéreo      |
| 1999               | Meiringen (Suiza) | Medalla de oro   | Salto aéreo      |